# Who Is to Blame?
Who Is to Blame? is een Amerikaanse dramafilm uit 1918 onder regie van Frank Borzage.

## Verhaal
Grant Barton neemt de Japanse riksjajongen Taro San als bediende met zich mee naar de Verenigde Staten. Grant trouwt met Marion Craig, maar als ze naar Californië reist om haar zieke moeder te bezoeken, wordt hij verliefd op Tonia Marsh. Wanneer Marion hen betrapt, wil ze haar man verlaten. De onbaatzuchtige Taro bedenkt echter een plan om zijn heer uit de knoei te halen. Hij doet Tonia geloven dat hij een lid is van de Japanse keizerlijke familie. Wanneer Grant hen samen aantreft, ontslaat hij Taro terstond. Grant en Marion leggen hun ruzie weer bij en Taro moet terugkeren naar zijn vaderland.

## Rolverdeling
| Acteur          | Personage     |
| --------------- | ------------- |
| Yutaka Abe      | Taro San      |
| Jack Livingston | Grant Barton  |
| Maude Wayne     | Marion Craig  |
| Lillian West    | Tonia Marsh   |
| Lillian Langdon | Mevrouw Craig |